# José Cayupi Catrilaf
José Cayupi Catrilaf (Cunco, 10 de noviembre de 1902 - Temuco, 27 de junio de 1987) fue un comerciante, dirigente mapuche y diputado chileno. Es reconocido como uno de los líderes históricos de la Corporación Araucana.

## Biografía
José Cayupi nació en Cunco el 10 de noviembre de 1902, siendo hijo de José María Cayupi y de Filomena Catrilaf. Era nieto de Taita Cayupi, destacado lonco de Lautaro durante la fase final de la Ocupación de la Araucanía en 1881.
Durante su juventud se integra a la Sociedad Caupolicán Defensora de la Araucanía, siendo electo vicepresidente de esa organización en 1925. En este rol le correspondió tomar la presidencia, luego de la renuncia de Arturo Huenchullán en 1927. Junto a Esteban Romero y Venancio Coñuepán conformarán el núcleo de la llamada "Juventud Araucana", que a partir de 1931 toma el control de la Sociedad, y que en 1938 lidera la conformación de la Corporación Araucana. Dentro de esta organización Cayupi formará parte por décadas del llamado "Grupo Central", su principal espacio de toma de decisiones.
Se presentó sin éxito como candidato independiente a diputado para las elecciones parlamentarias de 1932. En las elecciones de 1953 resulta electo diputado por el Partido Nacional Cristiano, perdiendo posteriormente su escaño en su intento de reelección de 1957. En paralelo a su vida política, se dedicó al comercio de productos agrícolas través de la sociedad "Ovando y Cayupi", con sede en Temuco, actividad que desarrollaba en asociación a Avelino Ovando, también dirigente de la Corporación Araucana.
En 1963, mediante la Ley N.° 15.129 el Congreso Nacional le concedió una pensión de gracia por 200 escudos mensuales, beneficio también recibido por Esteban Romero.
Murió en Temuco, el 27 de junio de 1987.